# Gran Premio motociclistico d'Olanda 2003
Il Gran Premio motociclistico d'Olanda 2003 corso il 28 giugno, è stato il settimo Gran Premio della stagione 2003 e ha visto vincere: la Honda di Sete Gibernau in MotoGP, Anthony West nella classe 250 e Steve Jenkner nella classe 125.
Il pilota australiano West e quello tedesco Jenkner realizzano la prima vittoria nel motomondiale.

## MotoGP

### Arrivati al traguardo
| Pos. | Nº | Pilota           | Squadra                   | Motocicletta       | Giri | Tempo     | Griglia | Punti |
| ---- | -- | ---------------- | ------------------------- | ------------------ | ---- | --------- | ------- | ----- |
| 1º   | 15 | Sete Gibernau    | Telefónica Movistar Honda | Honda RC211V       | 19   | 42:39.006 | 7       | 25    |
| 2º   | 3  | Max Biaggi       | Camel Pramac Pons         | Honda RC211V       | 19   | +10.111   | 2       | 20    |
| 3º   | 46 | Valentino Rossi  | Repsol Honda              | Honda RC211V       | 19   | +13.875   | 3       | 16    |
| 4º   | 7  | Carlos Checa     | Fortuna Yamaha            | Yamaha YZR-M1      | 19   | +36.978   | 4       | 13    |
| 5º   | 19 | Olivier Jacque   | Gauloises Yamaha          | Yamaha YZR-M1      | 19   | +40.345   | 5       | 11    |
| 6º   | 65 | Loris Capirossi  | Ducati Marlboro           | Ducati Desmosedici | 19   | +42.177   | 1       | 10    |
| 7º   | 45 | Colin Edwards    | Alice Aprilia Racing      | Aprilia RS Cube    | 19   | +50.518   | 9       | 9     |
| 8º   | 4  | Alex Barros      | Gauloises Yamaha          | Yamaha YZR-M1      | 19   | +59.023   | 6       | 8     |
| 9º   | 12 | Troy Bayliss     | Ducati Marlboro           | Ducati Desmosedici | 19   | +1:33.536 | 13      | 7     |
| 10º  | 66 | Alex Hofmann     | Kawasaki Racing           | Kawasaki ZX-RR     | 19   | +1:36.403 | 17      | 6     |
| 11º  | 69 | Nicky Hayden     | Repsol Honda              | Honda RC211V       | 19   | +1:39.033 | 12      | 5     |
| 12º  | 11 | Tōru Ukawa       | Camel Pramac Pons         | Honda RC211V       | 19   | +1:42.398 | 11      | 4     |
| 13º  | 56 | Shin'ya Nakano   | d'Antín Yamaha            | Yamaha YZR-M1      | 19   | +1:43.690 | 10      | 3     |
| 14º  | 88 | Andrew Pitt      | Kawasaki Racing           | Kawasaki ZX-RR     | 18   | +1 giro   | 20      | 2     |
| 15º  | 21 | John Hopkins     | Suzuki Grand Prix         | Suzuki GSV-R       | 18   | +1 giro   | 16      | 1     |
| 16º  | 6  | Makoto Tamada    | Pramac Honda              | Honda RC211V       | 18   | +1 giro   | 18      |       |
| 17º  | 23 | Ryūichi Kiyonari | Telefónica Movistar Honda | Honda RC211V       | 18   | +1 giro   | 22      |       |
| 18º  | 8  | Garry McCoy      | Kawasaki Racing           | Kawasaki ZX-RR     | 18   | +1 giro   | 21      |       |

### Ritirati
| Nº | Pilota            | Squadra              | Motocicletta    | Giri | Griglia |
| -- | ----------------- | -------------------- | --------------- | ---- | ------- |
| 41 | Noriyuki Haga     | Alice Aprilia Racing | Aprilia RS Cube | 17   | 14      |
| 71 | Yukio Kagayama    | Suzuki Grand Prix    | Suzuki GSV-R    | 14   | 15      |
| 33 | Marco Melandri    | Fortuna Yamaha       | Yamaha YZR-M1   | 14   | 8       |
| 9  | Nobuatsu Aoki     | Proton Team KR       | Proton KR5      | 10   | 23      |
| 99 | Jeremy McWilliams | Proton Team KR       | Proton KR5      | 9    | 19      |

## Classe 250

### Arrivati al traguardo
| Pos. | Nº | Pilota                | Squadra                     | Motocicletta | Giri | Tempo     | Griglia | Punti |
| ---- | -- | --------------------- | --------------------------- | ------------ | ---- | --------- | ------- | ----- |
| 1º   | 14 | Anthony West          | Zoppini Abruzzo             | Aprilia      | 18   | 41:57.413 | 9       | 25    |
| 2º   | 21 | Franco Battaini       | Campetella Racing           | Aprilia      | 18   | +2.987    | 7       | 20    |
| 3º   | 50 | Sylvain Guintoli      | Campetella Racing           | Aprilia      | 18   | +10.661   | 6       | 16    |
| 4º   | 54 | Manuel Poggiali       | MS Aprilia                  | Aprilia      | 18   | +14.160   | 1       | 13    |
| 5º   | 5  | Sebastián Porto       | Telefonica Movistar jnr     | Honda        | 18   | +26.617   | 5       | 11    |
| 6º   | 3  | Roberto Rolfo         | Fortuna Honda               | Honda        | 18   | +31.948   | 8       | 10    |
| 7º   | 36 | Erwan Nigon           | Equipe de France - Scrab GP | Aprilia      | 18   | +1:14.197 | 12      | 9     |
| 8º   | 15 | Christian Gemmel      | Kiefer Castrol-Honda Racing | Honda        | 18   | +1:24.658 | 20      | 8     |
| 9º   | 9  | Hugo Marchand         | Equipe de France - Scrab GP | Aprilia      | 18   | +1:36.159 | 17      | 7     |
| 10º  | 16 | Johan Stigefelt       | Zoppini Abruzzo             | Aprilia      | 18   | +1:36.270 | 16      | 6     |
| 11º  | 6  | Alex Debón            | Troll Honda BQR             | Honda        | 18   | +1:56.249 | 18      | 5     |
| 12º  | 96 | Jakub Smrž            | Elit Grand Prix             | Honda        | 18   | +1:56.979 | 21      | 4     |
| 13º  | 24 | Toni Elías            | Repsol Telefonica Movistar  | Aprilia      | 18   | +2:03.227 | 3       | 3     |
| 14º  | 26 | Alex Baldolini        | Matteoni Racing             | Aprilia      | 18   | +2:03.521 | 22      | 2     |
| 15º  | 30 | Klaus Nöhles          | Aprilia Germany             | Aprilia      | 17   | +1 giro   | 14      | 1     |
| 16º  | 18 | Henk van den Lagemaat | Dark Dog Molenaar           | Honda        | 17   | +1 giro   | 24      |       |
| 17º  | 33 | Héctor Faubel         | Aspar Junior                | Aprilia      | 17   | +1 giro   | 15      |       |
| 18º  | 98 | Katja Poensgen        | Dark Dog Molenaar           | Honda        | 17   | +1 giro   | 28      |       |
| 19º  | 46 | Jan Blok              | MRTT                        | Honda        | 17   | +1 giro   | 27      |       |
| 20º  | 29 | Christian Pistoni     | Yamaha Kurz                 | Yamaha       | 17   | +1 giro   | 25      |       |
| 21º  | 47 | Arie Vos              | J&E Sports Kunstgras        | Yamaha       | 17   | +1 giro   | 23      |       |
| 22º  | 48 | Hans Smees            | Performance Racing          | Honda        | 17   | +1 giro   | 26      |       |
| 23º  | 11 | Joan Olivé            | Aspar Junior                | Aprilia      | 16   | +2 giri   | 13      |       |
| 24º  | 57 | Chaz Davies           | Aprilia Germany             | Aprilia      | 16   | +2 giri   | 19      |       |

### Ritirati
| Nº | Pilota          | Squadra                    | Motocicletta | Giri | Griglia |
| -- | --------------- | -------------------------- | ------------ | ---- | ------- |
| 10 | Fonsi Nieto     | Repsol Telefonica Movistar | Aprilia      | 6    | 4       |
| 8  | Naoki Matsudo   | Yamaha Kurz                | Yamaha       | 4    | 10      |
| 7  | Randy de Puniet | Safilo Oxydo-LCR           | Aprilia      | 1    | 2       |
| 34 | Eric Bataille   | Troll Honda BQR            | Honda        | 0    | 11      |

### Non qualificato
| Nº | Pilota       | Squadra                   | Motocicletta |
| -- | ------------ | ------------------------- | ------------ |
| 49 | Randy Gevers | De Arend Horeca Meubilair | Honda        |

## Classe 125

### Arrivati al traguardo
| Pos. | Nº | Pilota              | Squadra                   | Motocicletta | Giri | Tempo     | Griglia | Punti |
| ---- | -- | ------------------- | ------------------------- | ------------ | ---- | --------- | ------- | ----- |
| 1º   | 17 | Steve Jenkner       | Exalt Cycle Red Devil     | Aprilia      | 17   | 42:25.609 | 3       | 25    |
| 2º   | 22 | Pablo Nieto         | Master-MXOnda-Aspar       | Aprilia      | 17   | +11.189   | 11      | 20    |
| 3º   | 80 | Héctor Barberá      | Master-MXOnda-Aspar       | Aprilia      | 17   | +24.683   | 9       | 16    |
| 4º   | 41 | Yōichi Ui           | Sterilgarda Racing        | Aprilia      | 17   | +30.420   | 7       | 13    |
| 5º   | 7  | Stefano Perugini    | Abruzzo Racing            | Aprilia      | 17   | +46.439   | 4       | 11    |
| 6º   | 15 | Alex De Angelis     | Globet.com Racing         | Aprilia      | 17   | +1:01.726 | 2       | 10    |
| 7º   | 12 | Thomas Lüthi        | Elit Grand Prix           | Honda        | 17   | +1:01.855 | 5       | 9     |
| 8º   | 3  | Daniel Pedrosa      | Telefonica Movistar jnr   | Honda        | 17   | +1:04.598 | 1       | 8     |
| 9º   | 79 | Gábor Talmácsi      | Exalt Cycle Red Devil     | Aprilia      | 17   | +1:05.176 | 17      | 7     |
| 10º  | 34 | Andrea Dovizioso    | Team Scot                 | Honda        | 17   | +1:06.020 | 16      | 6     |
| 11º  | 36 | Mika Kallio         | Ajo Motorsports           | Honda        | 17   | +1:06.075 | 10      | 5     |
| 12º  | 24 | Simone Corsi        | Team Scot                 | Honda        | 17   | +1:06.419 | 18      | 4     |
| 13º  | 23 | Gino Borsoi         | Globet.com Racing         | Aprilia      | 17   | +1:06.874 | 13      | 3     |
| 14º  | 32 | Fabrizio Lai        | Semprucci Angaia Malaguti | Malaguti     | 17   | +1:08.301 | 14      | 2     |
| 15º  | 6  | Mirko Giansanti     | Matteoni Racing           | Aprilia      | 17   | +1:08.303 | 19      | 1     |
| 16º  | 4  | Lucio Cecchinello   | Safilo Oxydo-LCR          | Aprilia      | 17   | +1:18.978 | 12      |       |
| 17º  | 31 | Julián Simón        | Semprucci Angaia Malaguti | Malaguti     | 17   | +1:45.750 | 29      |       |
| 18º  | 75 | Adri den Bekker     | DB Racing                 | Honda        | 17   | +1:51.673 | 36      |       |
| 19º  | 63 | Mike Di Meglio      | Freesoul Racing           | Aprilia      | 17   | +1:52.001 | 25      |       |
| 20º  | 58 | Marco Simoncelli    | Matteoni Racing           | Aprilia      | 17   | +2:05.902 | 15      |       |
| 21º  | 26 | Emilio Alzamora     | Caja Madrid Derbi Racing  | Derbi        | 17   | +2:07.510 | 32      |       |
| 22º  | 11 | Max Sabbatani       | Abruzzo Racing            | Aprilia      | 17   | +2:31.939 | 24      |       |
| 23º  | 25 | Imre Tóth           | Team Hungary              | Honda        | 16   | +1 giro   | 26      |       |
| 24º  | 76 | Jarno van der Marel | Tennen Racing             | Honda        | 16   | +1 giro   | 33      |       |

### Ritirati
| Nº | Pilota            | Squadra                   | Motocicletta | Giri | Griglia |
| -- | ----------------- | ------------------------- | ------------ | ---- | ------- |
| 21 | Leon Camier       | Metasystem Racing Service | Honda        | 14   | 34      |
| 8  | Masao Azuma       | Ajo Motorsports           | Honda        | 12   | 22      |
| 19 | Álvaro Bautista   | Seedorf Racing            | Aprilia      | 10   | 20      |
| 77 | Raymond Schouten  | Schouten Racing           | Honda        | 10   | 31      |
| 78 | Peter Lenart      | Metasystem Racing Service | Honda        | 10   | 35      |
| 48 | Jorge Lorenzo     | Caja Madrid Derbi Racing  | Derbi        | 9    | 8       |
| 10 | Roberto Locatelli | KTM-Red Bull              | KTM          | 9    | 30      |
| 1  | Arnaud Vincent    | KTM-Red Bull              | KTM          | 7    | 21      |
| 89 | Mark van Kreij    | Racing Team MVK           | Honda        | 7    | 37      |
| 42 | Gioele Pellino    | Sterilgarda Racing        | Aprilia      | 7    | 28      |
| 27 | Casey Stoner      | Safilo Oxydo-LCR          | Aprilia      | 2    | 6       |
| 33 | Stefano Bianco    | Metis Gilera Racing       | Gilera       | 0    | 27      |

### Squalificato
| Nº | Pilota       | Squadra        | Motocicletta | Griglia |
| -- | ------------ | -------------- | ------------ | ------- |
| 88 | Robbin Harms | Seedorf Racing | Aprilia      | 23      |